# Iwan Ostafiewicz Hornostaj
Iwan Ostafiewicz Hornostaj herbu Hippocentaurus, (ur. XV w., zm. 1558), marszałek hospodarski 1529–42, podskarbi ziemski litewski 1531 r., wojewoda nowogródzki 1551 r. marszałek nadworny litewski.

## Życiorys
Syn Ostafiego Romanowicza Hornostaja (XV-1503) i Wnuczkiewiczowej (ur. XV). Żonaty z Puzowską (ur.XVI) oraz z Anną Sołomerecką (XV-XVI), z którą miał syna Ostafiego (ur. XVI) oraz córki: Eugenię (XVI-1557), Nastazję (XVI-1563), Olenę (ur. XVI).